# 因蒂烏特卡山
14°38′39″S 72°44′30″W / 14.64417°S 72.74167°W
因蒂烏特卡山（Inti Utka），是秘魯的山峰，位於該國南部阿普里馬克大區的安塔班巴省和阿雷基帕大區的拉烏尼翁省，屬於安第斯山脈的一部分，海拔高度約5,100米。